# Øksnes
Øksnes là một đô thị ở hạt Nordland, Na Uy.
Øksnes được lập thành đô thị ngày 1/1/1838 (xem formannskapsdistrikt). Langenes đã được tách khỏi Øksnes ngày 1/7/1919 nhưng đã được nhập vào Øksnes ngày 1/1/1964.
Đô thị này (trước kia là một giáo khu) đã được đặt tên theo nông trang cũ Øksnes (tiếng Na Uy Cổ Yxnes) do nhà thờ đầu tiên đã được xây ở đó. Huy hiệu của đô thị này được áp dụng từ năm 1986 với hình 2 móc câu.